# 285
Évszázadok: 2. század – 3. század – 4. század
Évtizedek: 230-as évek – 240-es évek – 250-es évek – 260-as évek – 270-es évek – 280-as évek – 290-es évek – 300-as évek – 310-es évek – 320-as évek – 330-as évek
Évek: 280 – 281 – 282 – 283 –  284 – 285 – 286 – 287 – 288 – 289 – 290

## Események

### Római Birodalom
- Nyugaton Carinus császárt és Titus Claudius Aurelius Aristobulust, keleten Diocletianus császárt választják consulnak.
- Carinus Diocletianus fellépésének hírére elindul Rómából keletre és útközben Pannóniában (vagy Észak-Itáliában) leveri Marcus Aurelius Iulianus lázadását.
- Carinus és Diocletianus a moesiai Margus folyónál csap össze. A csata során Carinust saját tisztjei megölik és Diocletianus diadalmaskodik. Helyzetének megszilárdításával véget ér a birodalom 3. századi válsága. Egyúttal véget ér a principatus kora és megkezdődik a dominatusé.
- Diocletianus kiűzi a fosztogató kvádokat és markomannokat, majd bevonul Észak-Itáliába és elrendezi a birodalom kormányzatát, többek között - mivel fia nincs, csak lányai - caesarrá nevezi ki hadvezérét, Maximianust. Diocletianus nem erősítteti meg császári címét a szenátussal (azt üres formalitásnak tekinti) és uralkodását attól a naptól számítja, amikor katonatársai megválasztották.
- Diocletianus elküldi Maximianust a galliai parasztfelkelés leverésére, maga pedig keletnek indul. A Balkánon megfutamítja a portyázó szarmatákat, majd Nicomediában telel.

## Születések
- Nikomédiai Szent Julianna, keresztény vértanú

## Halálozások
- Carinus római császár (* 257 körül)
- Marcus Aurelius Iulianus, római trónkövetelő

## Fordítás
- Ez a szócikk részben vagy egészben  a(z)   285 című angol Wikipédia-szócikk ezen változatának fordításán alapul.  Az eredeti cikk szerkesztőit annak laptörténete sorolja fel. Ez a jelzés csupán a megfogalmazás eredetét és a szerzői jogokat jelzi, nem szolgál a cikkben szereplő információk forrásmegjelöléseként.